# Síndrome de Kandinsky-Clérambault
El síndrome de Kandisky-Clérambault, también conocido como síndrome de el automatismo psíquico, es un síndrome psicopatológico caracterizado por pseudo-alucinaciones y delusiones de control, telepatía, transmisión de pensamiento e inserción de pensamiento los cuales el paciente cree que están siendo usados por una fuerza externa. Es considerado ser uno de los rasgos típicos de la esquizofrenia paranoide.

## Historia
El síndrome de Kandinsky-Clérambault fue nombrado en relación con Victor Kandinsky y Gaëtan Gatian de Clérambault, quienes fueron los doctores que identificaron el síndrome.
Victor Kandinsky (1849-1889), un psiquiatra ruso, fue la primera persona en describir el síndrome de automatismo psíquico por medio de sus experiencias personales subjetivas durante su episodio psicótico. Este mismo síndrome fue descrito en una de las monografías de Kandinsky "Sobré las Pseudoalucinaciones" (nombre original en ruso: О псевдогаллюцинациях), la cual fue publicada en 1890 por su esposa, Elizaveta Fremuit. 
El síndrome también fue identificado por Gaëtan Gatian de Clérambault (1872-1934), psiquiatra francés, a quien se le acredita haber introducido el término "automatismo psíquico".
Este síndrome no es muy conocido y es usado como diagnóstico principalmente por psiquiatras rusos, franceses, y alemanes.